# Afgooye

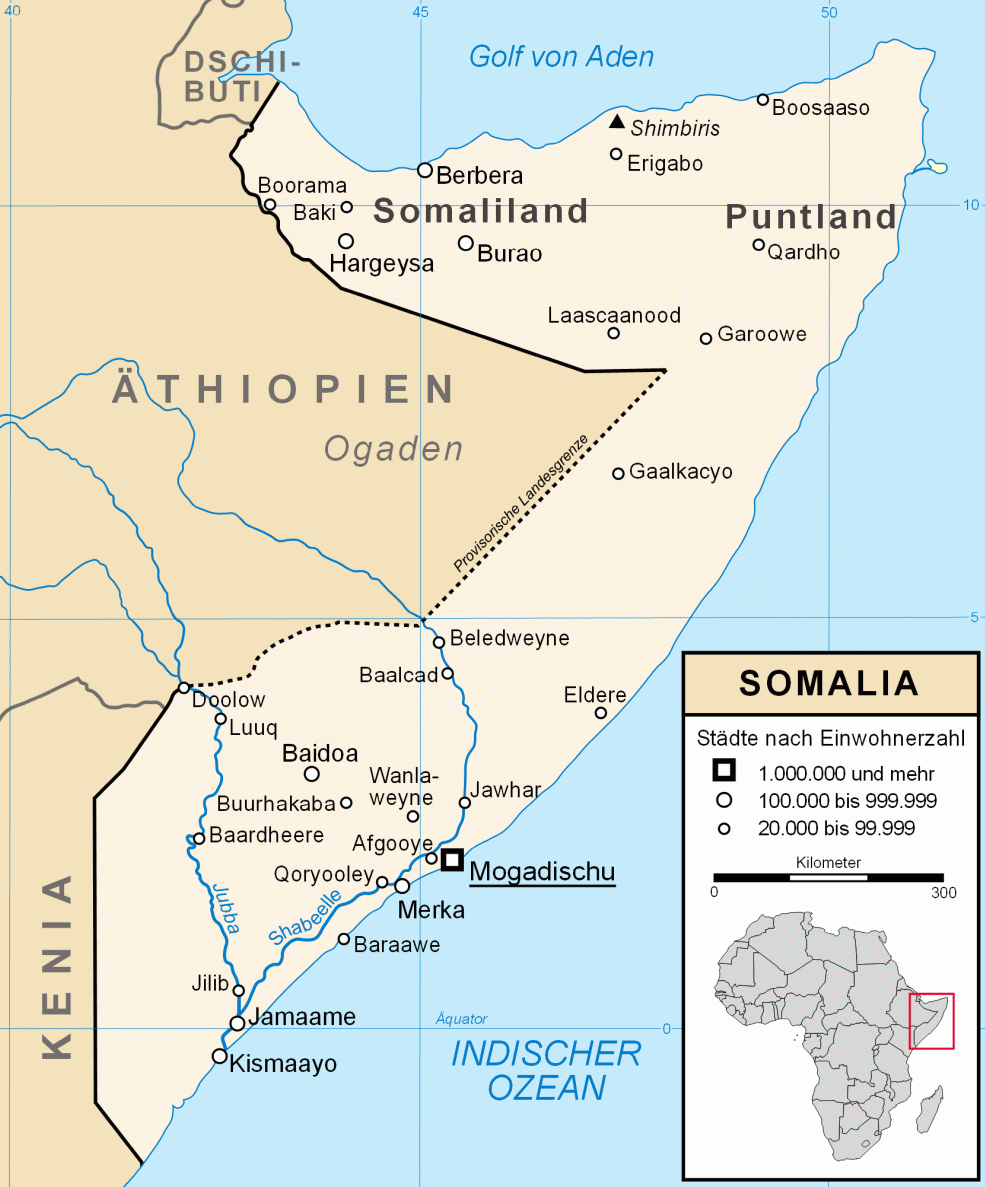
Karte Somalias

Afgooye (auch Afgoye oder Afgoi geschrieben) ist eine Stadt im Süden Somalias. 

## Geografische Lage
Sie liegt im Landesinneren am Fluss Shabeelle etwas nordwestlich der Landeshauptstadt Mogadischu, in der Region Shabeellaha Hoose. Ihre Einwohnerzahl lag einer Schätzung zufolge 2007 bei 68.000 Einwohnern.

## Geschichte
In der Geschichte Somalias wurde Afgooye nach dem Niedergang des Staates der Ajuran-Hawiya Ende des 17. Jahrhunderts Hauptstadt eines Sultanats der Geledi-Digil (Rahanweyn).
Von 1924 bis 1941 hatte die Stadt mit der Bahnstrecke Mogadischu–Villaggio Duca degli Abruzzi  (heute: Jowhar) für wenige Jahre einen Bahnanschluss.
Nach schweren Kämpfen flohen im Jahr 2007 über 200.000 Menschen aus Mogadischu in Richtung Afgooye. Viele haben sich entlang der etwa 30 km langen Straße von Mogadischu nach Afgooye niedergelassen. Im September 2010 schätzte das UNHCR, dass mittlerweile rund 410.000 Vertriebene in diesem sogenannten Afgooye-Korridor lebten. Damit ist der Korridor zum drittgrößten städtischen Gebiet nach Mogadischu und Hargeisa herangewachsen.
Am 25. Mai 2012 wurde der Afgooye-Korridor von Truppen der Afrikanischen Union (AMISOM) und Militäreinheiten der Regierung in Mogadischu in der Operation Free Shabelle von den al-Shabaab Milizen zurückerobert. Nach der Einnahme des Ortes Elasha Biyaha und dem Ende der zweiwöchigen Operation steht damit der gesamte Korridor wieder unter der Hoheit der Zentralregierung, und Hilfsorganisationen haben freien Zugang zur Bevölkerung.

## Brauchtum
Der Ort ist bekannt für das hier stattfindende Fest Istunka, bei dem unter anderem Stockkämpfe durchgeführt werden.